# Montignano (Senigallia)
Montignano (Montignàŋ in dialetto gallo-piceno) è  una frazione collinare del comune di Senigallia distante dal centro 10 km circa, nella provincia di Ancona.

## Origini del nome
Secondo un'ipotesi non unanimemente accettata, il toponimo deriverebbe da un antroponimo latino, e starebbe a significare 'podere di proprietà di personaggio o famiglia di nome Tinia, Ignius, Montennius o Montinius'. In due manoscritti del 1489 e del 1596 è attestato il toponimo 'villa, fosso de Montignani/Mantegnano'. Un'altra ipotesi riconnette il toponimo al sostantivo latino ignis, in riferimento ai fuochi di segnalazione che venivano accesi sulle colline per agevolare la navigazione di cabotaggio tra Ravenna e Ancona. Una terza ipotesi legge nel nome Montignano il ricordo della città di Martiana, la cui memoria - assente nei documenti antichi - ricorre in un'opera agiografica, gli Atti di san Gaudenzio, quale luogo della miracolosa guarigione di un cavaliere pagano, poi convertitosi al cristianesimo.

## Storia
Montignano apparteneva al contado di Senigallia, ma ciò non risulta dagli antichi documenti probabilmente perché, essendo terra di confine, i suoi campi non furono oggetto di donazioni, oppure perché era conosciuto sotto altri nomi che oggi non siamo in grado di identificare.